# خدمتکار (فیلم کره جنوبی ۲۰۱۰)
خدمتکار (انگلیسی: The Housemaid; کره‌ای: 하녀) یک فیلم اروتیک دلهره‌آور روان‌شناختی محصول سال ۲۰۱۰ کره جنوبی به کارگردانی ایم سانگ سو است. داستان فیلم بر روی اون یی، با بازی جون دو یون، تمرکز دارد. او در حالی که به عنوان خدمتکار در یک خانواده اشرافی کار می‌کند، وارد مثلث عشقی پرتنش و مخربی می‌شود. بازیگران دیگر این فیلم لی جونگ جه، یون یو جونگ و سو وو هستند. این فیلم بازخلق فیلم سال ۱۹۶۰ با همین نام به کارگردانی کیم کی یونگ است. خدمتکار برای نخل طلا در جشنواره فیلم کن ۲۰۱۰ رقابت کرد.

## برای مطالعهٔ بیشتر
- Scott, A.O. (20 January 2011). "Taking Up With a Maid Might Upset the Family". The New York Times.
- Phillips, Michael (3 February 2011). "Remake pours on the sex and the sheen". Chicago Tribune.